# Moussy-le-Neuf
Moussy-le-Neuf is een gemeente in het Franse departement Seine-et-Marne (regio Île-de-France) en telt 2392 inwoners (2005). De plaats maakt deel uit van het arrondissement Meaux.

## Geografie
De oppervlakte van Moussy-le-Neuf bedraagt 14,8 km², de bevolkingsdichtheid is 161,6 inwoners per km².
De onderstaande kaart toont de ligging van Moussy-le-Neuf met de belangrijkste infrastructuur en aangrenzende gemeenten.

## Demografie
Onderstaande figuur toont het verloop van het inwonertal (bron: INSEE-tellingen).